# Центральна дитяча бібліотека Рівненської ЦБС
Центральна дитяча бібліотека Рівненської ЦБС є однією з провідних дитячих бібліотек міста Рівного.

## Історичні відомості
Центральна дитяча бібліотека Рівненської ЦБС заснована 1 серпня 1973 року рішенням міськвиконкому № 866 від 19 липня 1973 року  «Про відкриття міської дитячої бібліотеки № 3 по вулиці Гагаріна, 67».
Площа бібліотеки становила 251 м².
На початку своєї діяльності (1973 р.) штат бібліотеки налічував  2 — 3 працівника. Першим бібліотекарем, яка очолила бібліотеку була Ніна Іванівна Яковлєва, в майбутньому заступник директора з питань обслуговування дітей, а згодом — директор ЦБС м. Рівне, заслужений працівник культури.
З 2005 року бібліотека почала тісно співпрацювати з місцевим клубом «Самоцвіт» та «Ровесник».
У 2011 році у бібліотеці відкрився інтернет-центр, через який бібліотека зазнала реконструкції, в результаті якої змінилася і структура бібліотеки.

## Структура
В структурі бібліотеки діють наступні відділи:
- абонемент для дошкільників та учнів молодшого шкільного віку;
- абонемент для учнів середнього та старшого шкільного віку;
- читацька зала для учнів 1-9 класів;
- бібліографічна кімната;
- зала для обслуговування документами на електронних носіях (Центр обслуговування громадян електронною інформацією (ЦОГ ЕІ).

## Фонд бібліотеки
Початковий фонд (1973 р.) бібліотеки становив 6128 примірників.  
За період з 1975 по 1992 рік книжковий фонд бібліотеки виріс з 15 358 до 43 801 примірника.  
А в 1992 році становив 46 058 примірників.  
За даними станом на 16.10.2017р. книжковий фонд бібліотеки становить 24 538 примірників. З них 20 960 книг та брошур і 3 578 журналів.  
Станом жовтень 2017 рік загальний фонд бібліотеки становить 25 398 одиниць, з них 20 538 книг та 4 859 газет та журналів. 

## Користувачі бібліотеки
У перший рік роботи до бібліотеки було залучено 1 504 читачів.  
Уже в 1974 році  їх кількість зросла до 2 905 читачів.  
Починаючи з 1975 року бібліотека щорічно обслуговувала близько 4 000 користувачів.  
На сучасному етапі Центральна дитяча бібліотека надає послуги близько 3 000 користувачам. 
За 1973 рік книговидача складала 19 737 екземплярів. А за наступний рік виросла до 80 016. 
Бібліотеку відвідують щороку в середньому 18 тисяч читачів.  
За 40 років у ній побувало понад 720 тисяч дітей міста. 

## Соціокультурна діяльність бібліотеки
Бібліотека проводить презентації, мистецькі світлиці, літературно-народознавчі години, правові, морально-етичні, краєзнавчі години, години пам’яті та спілкування, круглі столи, ярмарки, конкурси, турніри, вікторини, інтелектуальні ігри, ігрові театральні шоу, погостини, коментовані голосні читання, майстер-класи, конкурси дитячої творчості, виставки творчих робіт тощо. 
З відкриттям інтернет-центру проводяться електронні презентації, віртуальні мандрівки, подорожі, аудіо вікторини, мультшоу та інші